# Lauren Bowles

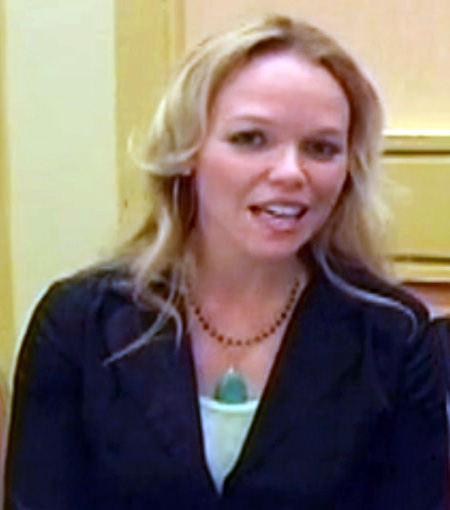
Lauren Bowles

Lauren Elizabeth Bowles (nacida el 24 de marzo de 1970) es una actriz estadounidense.

## Primeros años
Bowles nació en Washington D. C., hija de Judith (nacida LeFever) y L. Thompson Bowles. Su medio-hermana (por el lado de su madre) es la actriz Julia Louis-Dreyfus. Bowles se graduó en Drama en la Universidad de Nueva York.

## Carrera
Ha aparecido en numerosas series de televisión, incluyendo Arrested Development, CSI: Crime Scene Investigation, Judging Amy y Private Practice. También ha aparecido con Louis-Dreyfus en programas como Seinfeld como camarera del restaurante, The New Adventures of Old Christine, Watching Ellie y Veep. Bowles también ha aparecido en películas. En abril de 2010, fue elegida como Holly Cleary, una Wicca, en la serie de televisión True Blood.
Actualmente aparece en el canal Take Fave, de XM radio, para su Five Minute Magazine. 

## Vida personal
En 2004, Bowles se casó con el actor Patrick Fischler, a quien conoció en la universidad, y tienen una hija, Fia Lucille Fischler (nacida en abril de 2009).

## Filmografía

### Cine
| Año  | Título                        | Papel                                | Notas |
| ---- | ----------------------------- | ------------------------------------ | ----- |
| 1997 | George of the Jungle          | Amiga de Ursula                      |       |
| 2001 | Ghost World                   | Mujer enfadada de la venta de garaje |       |
| 2004 | Spartan                       | Reportera de entretenimiento         |       |
| 2006 | Art School Confidential       | Mujer estrangulada                   |       |
| 2007 | The Heartbreak Kid            | Tammy                                |       |
| 2009 | Dance Flick                   | Glynn                                |       |
| 2010 | Starstruck                    | Sherry Wilde                         |       |
| 2011 | Hall Pass                     | Britney                              |       |
| 2013 | The Test                      | Cortometraje                         |       |
| 2013 | Gone Missing                  | Lisa                                 |       |
| 2013 | Haunted Trumpet               | Cortometraje                         |       |
| 2013 | Free Birds                    | Madre de Jake (voz)                  |       |
| 2013 | The Starving Games            | Effoff                               |       |
| 2015 | Underdog Kids                 | Sra. Jones                           |       |
| 2016 | Is That a Gun in Your Pocket? | Barb Archer                          |       |
| 2016 | Best Fake Friends             | Joy                                  |       |
| 2017 | Little Star                   | Kara                                 |       |

### Televisión
| Año       | Título                              | Papel                               | Notas                                              |
| --------- | ----------------------------------- | ----------------------------------- | -------------------------------------------------- |
| 1991-1998 | Seinfeld                            | Camarera                            | Recurrente (9 episodios)                           |
| 1996      | The Uninvited                       | Serie de televisión                 |                                                    |
| 1996      | Townies                             | Trisha                              | Episodio: "Pilot"                                  |
| 1997      | Breast Men                          | Paciente de eliminación de implante | TV film                                            |
| 1999      | Ally McBeal                         | Callie Horne                        | Episodio: "Pyramids on the Nile"                   |
| 2002-2003 | Watching Ellie                      | Susan                               | Papel principal (16 episodios)                     |
| 2003      | Judging Amy                         | Erica Costin                        | Episodio: "Tricks of the Trade"                    |
| 2003      | NCIS                                | Mary Wiles                          | Episodio: "The Curse"                              |
| 2004      | Arrested Development                | Estríper                            | Episodio: "Best Man for the Gob"                   |
| 2005      | CSI: Crime Scene Investigation      | Ellen la camarera                   | Episodio: "Weeping Willows"                        |
| 2005      | Grey's Anatomy                      | Alice Franklin                      | Episodio: "Who's Zoomin' Who?"                     |
| 2005      | CSI: NY                             | Jamie Blake                         | Episodio: "Grand Murder at Central Station"        |
| 2005      | Still Standing                      | Nancy                               | Episodio; "Still the Fun One"                      |
| 2006      | The Evidence                        | Cheryl Miller                       | Episodio: "Borrowed Time"                          |
| 2006      | Sin rastro                          | Lucy Stoker                         | Episodio: "Crossroads"                             |
| 2006      | Four Kings                          | Judy Richardson                     | Episodio: "Upper West Side Story"                  |
| 2006      | The New Adventures of Old Christine | Patty                               | Episodio: "Some of My Best Friends Are Portuguese" |
| 2007      | Veronica Mars                       | Karin Mackay                        | Episodio: "Weevils Wobble But They Don't Go Down"  |
| 2007      | The Bill Engvall Show               | Alice                               | Episodio: "Jealous Guy"                            |
| 2007      | Side Order of Life                  | Hermana de James                    | Episodio: "Funeral for a Phone"                    |
| 2008      | Unhitched                           | Annie                               | Episodio: "Pilot"                                  |
| 2008      | Mentes criminales                   | Chloe Kelcher                       | Episodio: "The Angel Maker"                        |
| 2008      | ER                                  | Hannah                              | Episodio: "Another Thursday at County"             |
| 2008      | Rita Rocks                          | Audrey                              | Episodio: "Love on the Rocks"                      |
| 2008      | The New Adventures of Old Christine | Patty                               | Episodio: "Happy Endings"                          |
| 2009      | Anatomy of Hope                     | Dr. Robinson                        | Piloto de TV no vendido                            |
| 2009      | Lie to Me                           | Valerie Blunt                       | Episodio: "Life Is Priceless"                      |
| 2010      | StarStruck                          | Sherry Wilde                        | Película para televisión                           |
| 2010      | Private Practice                    | Cyndy                               | Episodio: "Triangles"                              |
| 2010      | Cold Case                           | Jeannette Peterson                  | Episodio: "Flashover"                              |
| 2010      | ¡Buena suerte, Charlieǃ             | Elaine                              | Episodio: "Kwikki Chick"                           |
| 2010-2014 | True Blood                          | Holly Cleary                        | Papel recurrente (48 episodios)                    |
| 2011      | Detroit 1-8-7                       | Sara Moore                          | Episodio: "Ice Man/Malibu"                         |
| 2011      | Curb Your Enthusiasm                | Miriam                              | Episodio: "The Smiley Face"                        |
| 2011      | The Closer                          | Donna                               | Episodio: "You Have the Right to Remain Jolly"     |
| 2013      | Mom                                 | Mary                                | Episodio: "Estrogen and a Hearty Breakfast"        |
| 2014      | Scandal                             | Harmony                             | Episodio: "Honor Thy Father"                       |
| 2015      | Stalker                             | Monica Grant                        | Episodio: "Lost and Found"                         |
| 2015      | The Messengers                      | Senator Cindy Richards              |                                                    |
| 2015      | NCIS: Los Angeles                   | Gaia                                | Temporada 7 Episodio 7 : "An Unlocked Mind"        |
| 2016      | Veep                                | Monica                              | 3 episodes                                         |
| 2016      | Her Last Will                       | Leslie                              | Película para televisión                           |
| 2017      | Modern Family                       | Ana                                 | Episodio: "Sarge & Pea"                            |
| 2018      | The 5th Quarter                     | Cecillia Devill                     | Episodio: "Johnny Tomm Surgery"                    |
| 2018      | Another Period                      | Madre                               | Episodio: "Little Orphan Garfield"                 |
| 2018      | Castle Rock                         | Lilith                              | Episodio: "The Box"                                |
| 2020      | How to Get Away with Murder         | A.U.S.A. Montes                     | Papel recurrente                                   |